# 127415 Annacalderara
127415 Annacalderara este o planetă minoră (asteroid) din centura de asteroizi. A fost descoperită pe 11 iulie 2002 la  de . 
Obiectul prezintă o orbită caracterizată de o semiaxă mare de 3,0062240129386 UAi, o excentricitate de 0,11880213310105, o înclinație de 2,3266269873451 ° în raport cu ecliptica.